# 야마구치 사야카
야마구치 사야카(일본어: 山口 紗弥加 やまぐち さやか[*], 1980년 2월 14일 ~ )는 일본의 배우이다.

## 출연 작품

### 영화
- 2023년 나의 행복한 결혼 - 사이모리 카노코 역